# 坂田稔
坂田 稔（さかた みのる、1902年 - 1974年）は、日本の写真家。元石巻専修大学学長。坂田隆の父。

## 経歴
- 1902年11月14日　愛知県碧海郡富士松村大字逢見字一里山生まれ。
- 1919年　愛知県立岡崎中学校を卒業。三竜社（岡崎市）に勤務。
- 1920年　三竜社満州内モンゴル出張所へ絹糸買い付けのため出張。
- 1922年-1924年　豊橋歩兵第18連隊第2中隊に入隊。
- 1926年　毎日新聞社大阪本社に勤務。大阪市西成区粉浜中の町（現・住之江区粉浜）に居住。浪華写真倶楽部に参加する。
- 1932年-1933年　結核のため愛知県伊良湖に転地療養
- 1934年　名古屋市昭和区曙町に転居。カメラ・写真材料店「コダック」を経営。写真のグループ「なごやふぉとぐるっぺ」を結成。井川ダム用地の航空測量のための空中写真撮影を行い、はじめてスピードグラフィックを使用する。
- 1937年　「なごやふぉとぐるっぺ」を「ナゴヤフォトアバンガルド倶楽部」と改称。主要メンバーは坂田稔ほか山中散生、山本悍右、下郷羊雄、田島二男ら。「写真雑誌月例懸賞作家論」（カメラ）、「フォトアブストラクシオンと フォトシュルレアリズム」（写真月報）を発表。
- 1938年　自由美術家協会展に長谷川三郎と共同で出品。「前衛写真作品の技術的な解説」（フォトグラフ）を発表。
- 1939年　第3会自由美術家協会展に「球体について」を出品。9月「海外版写真週報」のために木曽駒を撮影。「ナゴヤフォトアバンガルド倶楽部」を「名古屋写真文化協会」と改称。九州の「ソシエテ・イルフ」での講演を始める。「作画技法棚卸し帳」（フォトタイムス）、「大陸への写真製作」（フォトタイムス）、「展覧会作品審査考」（フォトタイムス）、「前衛写真再検討座談会」（カメラマン）を発表。
- 1940年　シュール・レアリスム派の「美術文化協会」の座談会に出席。日本報道写真家協会東海支部長に就任。「写真を推進する人々」（フォトタイムス）を発表。
- 1941年　作品集『造型写真』（アルス写真文庫）を刊行。美術創作家協会名古屋展に出品。「写真の文化的使命」（写真文化）、「座談会『新しき写真界の進路』再検討」（写真文化）、「中華民国写真界の現状」（写真文化）を発表。11月に陸軍報道班員として徴用。
- 1942年　3月から奏任官待遇佐官扱い陸軍嘱託として大宅壮一、武田麟太郎、横山隆一らとともにジャワ派遣。おもにジャカルタ、スラバヤ、ボゴール、バンドンの情報収集活動に従事。この間にジャカルタで化学理論の個人教育を受ける。陸軍第3飛行旅団の委嘱により、微粒子現像の指導、紫外線引伸し機・日光焼付機の考案などを行う。「アップリケ―更生手芸・綴れ縫」を可知志叙と共著で出版。
- 1945年　6月に西部軍報道部に転じる。終戦後はごく短期間東京裁判の通訳をしたが、その後は光化学関係の特許を取得し、各社の技術顧問をして暮らしを立てた。
- 1968年　「写真100年―日本人による写真表現の歴史展」に出品。
- 1971年　日本写真家協会編「日本写真誌1840-1945」（平凡社）に「無題（球体）」（1940年）と「門入村」（1941年）が収録される。
- 1974年4月5日　名古屋市千種区池下町にて病死。
- 1986年　「日本写真全集」（小学館）第3巻「近代写真の群像」に「危機」（1938年）など5点が収録される。池袋西武百貨店での「フォト・アヴァンギャルド　イタリアと日本」展に「球体について」（1939年）など4点を出品。
- 1988年　「造形写真1934-1941　坂田稔作品集」（あるむ）刊行。

## 主要展覧会
- 名古屋のフォト・アヴァンギャルド／名古屋市美術館／1989年